# Webb (Iowa)
Webb – miasto w Stanach Zjednoczonych, w stanie Iowa, w hrabstwie Clay. W 2000 liczyło 165 mieszkańców.